# CRYGB
CRYGB‏ (Crystallin gamma B) هوَ بروتين يُشَفر بواسطة جين CRYGB في الإنسان.